# Chiesa dell'Immacolata Concezione (Torre Annunziata)
La chiesa dell'Immacolata Concezione, meglio conosciuta come Parrocchiella, è un edificio di culto di Torre Annunziata, situato nel quartiere Terravecchia, eretto nel XVII secolo. È sede parrocchiale e fa parte del 13º decanato dell'Arcidiocesi di Napoli.

## Storia
Negli anni in cui la zona di Terravecchia iniziò ad estendersi e a popolarsi, nonostante la vicinanza della chiesa dell'Annunziata, che però era in diocesi nolana, i cittadini sentirono il bisogno di costruirne una nuova in diocesi napoletana, in quanto la zona dipendeva per la somministrazione dei sacramenti, dalla Chiesa di Santa Maria delle Grazie di Trecase. Fu eretta una modesta cappella dedicata a San Sebastiano. A causa di un cedimento delle strutture murarie, tale cappella rimase aperta per poco tempo.

Nella stessa zona, Ferrante Strina proprietario di un vasto terreno, probabilmente avuto in enfiteusi dai Tuttavilla, decise di erigere una nuova cappella. Aiutato dai figli Marco, Ferdinando e Angelo, la chiesetta fu aperta al culto con decreto arcivescovile il 26 maggio 1618, intitolata alla Madonna della Pietà.
Completamente distrutta dall’eruzione del Vesuvio del 1631, fu riedificata dagli Strina nel 1635 anche con il contributo dei fedeli, che la ingrandirono nel 1645 e riaperta al culto con la benedizione del Cardinale Boncompagni. Questa cappella era ubicata a venti metri dalla strada Regia delle Calabrie in un bel spiazzo alberato, spazio delineato tra gli odierni vico Pace e vico Neve.
Il 19 gennaio 1668, il decreto del cardinale di Napoli Innico Caracciolo, istituì la nuova parrocchia dello Spirito Santo, la cui sede dal 1º aprile 1669 al 17 maggio 1834, fu fissata nella Cappella della Pietà, a cui venne affiancata una nuova costruzione, in cui trovarono posto la sagrestia e la canonica del parroco don Felice Giannattasio.

Ulteriori ampliamenti furono eseguiti tra il 1672 ed il 1742 con notevole contributo degli eredi della Famiglia Colonna, quando la chiesa fu ulteriormente allungata aggiungendo altre due cappelle protese verso la strada regia, fu costruita la torre campanaria e fu inglobata l'originaria cappella della Pietà.
Il 17 maggio 1834 cessò di essere sede parrocchiale perché il Santissimo Sacramento fu trasportato nel nuovo Santuario dello Spirito Santo. Nel 1842 furono eseguiti dei lavori di ristrutturazione a spese del comune.

In seguito all'aumento demografico della zona, il Cardinale Alessio Ascalesi l'8 agosto 1926, elevò la rettoria nuovamente a parrocchia, sotto il titolo dell'Immacolata Concezione. A ricordo dell'istituzione nella chiesa furono murate due lapidi.

Ogni anno nel giorno dell'Immacolata Concezione (8 dicembre), si rinnova il tradizionale incendio simulato del campanile, da parte del Corpo Nazionale dei Vigili del Fuoco.

## Descrizione
La chiesa è composta da tre piccole navate. In fondo alla navata di destra si nota la tela raffigurante la Pietà di cui non si conosce l’autore, la supposizione è che questo quadro era collocato sull’altare maggiore dell’antica cappella Strina. Nel centro della navata principale vi è un antico pulpito di marmo, dove al di sotto di esso è posta una lapide, che ricorda che in alcune ricorrenze qui vi aveva predicato Alfonso Maria de' Liguori.
Nella Cappella della Pietà è conservato il Battistero risalente al 1668, la cui data è incisa sulla vasca.
Gli affreschi della volta furono dipinti dal pittore torrese Vincenzo Bisogno. Quello centrale rappresenta l'Immacolata che intercede presso Dio affinché liberi Torre Annunziata dall'epidemia di colera, mentre gli altri due rappresentano rispettivamente la nascita di Maria Santissima e la presentazione al Tempio di Maria con Sant'Anna e San Gioacchino.
Tra i quadri è degno di nota un dipinto su tela raffigurante la Crocifissione, attribuito a Mattia Preti. Questo quadro fu trafugato la notte del 30 settembre 1990 e ritrovato presso Pescara, dal Comando carabinieri per la tutela del patrimonio culturale di Napoli il 17 dicembre 2012 e ricollocato nella Parrocchia dell’Immacolata il successivo 21 marzo 2013.
Altre tele raffigurano il Transito di San Giuseppe, un episodio della vita di San Liborio e la Pentecoste. Tra le statue presenti nella chiesa vi sono il Crocifisso con l'Addolorata, Sant'Antonio, il Sacro Cuore, San Ciro, Sant'Alfonso, Santa Rita, la Madonna di Lourdes e Santa Lucia.